# راحیه
راحیه (به عربی: الراحیة) یک شهرداری در الجزایر است که در استان ام‌البواقی واقع شده‌است. راحیه ۲٬۷۴۱ نفر جمعیت دارد.